# بيسكاليا
بيسكاليا هي بلدة (بلدة) في مقاطعة لوكا في منطقة توسكانا الإيطالية، وتقع على بعد حوالي 70 كيلومتر (43 ميل) شمال غرب فلورنسا وحوالي 15 كيلومتر (9 ميل) شمال غرب لوكا.
تقع بيسكاليا على حدود المدن التالية: بورجو موزانو وكاميور وفابريش دي فاليكو ولوكا وستازيما وفابريتش دي فيرجيمولي.

## تاريخ
يعتقد البعض أن اسم بيسكاليا مشتق من الكلمة اللاتينية باسكواليا , والتي تعني«مرعى» أو «مراعي»، وايضا البعض الآخر يعتقدون ان الاسم مأخوذ من الفعل «بيسكير» الذي يعني «صيد السمك». كلاهما يتعلق بالموارد الطبيعية المتوفرة بالمنطقة.
في حين أن ذكر بيسكالياأو باسكواليا موجود منذ العصر الروماني، لقد تم ذكر أن أول سجل محدد للمدينة موجود في الوثائق المتعلقة بملكية كنيسة سان بيترو في روما والتي يعود تاريخها إلى حوالي القرن التاسع.
بعد أن كشفت هذه الوثائق أن أجزاء كبيرة من البلدة كانت مملوكة لرولاندينغي من أصل لومباردي. وقد خلفها أنتيلمينيليس خلال الفترة التي سيطرت فيها بيزا على لوكا.
تم تحقيق السيطرة المسجلة على المدينة والأراضي من قبل لوكا في عام 1272, وكذلك تم تسجيل تعليمات لقلعة razeoriginal في النظام الأساسي لعام 1308 من أجل إضعاف الأمرأء المحليين، من المتوقع أن يتم تنفيذ هذا الأمر، ولكن في عام 1584، تم توجيه المهندس المعماري فينتشنزو تشيفيتالي لإعادة بناء القلعة، ظلت بيسكالياتحت سيطرة لوكا من تلك الفترة حتى اليوم تنمو في الحجم والأهمية.

## جغرافية
تقع مدينة بيسكاليا في المركز الجغرافي لمدينة وادي بيدوجنا. إنه مقسم إلى ثلاث وحدات حضارية متميزة، كاستيلو ديل بوجيو أو بالمتخصر إيل بوجيو وبيازانيلو وفيلابونا. باتوني قرية صغيرة بوسط [[كومونا]].

## المعالم السياحية الرئيسية
- كنيسة سان جيوفاني باتيستا
- تياترينو دي فيتريانو، بيسكاليا

السفر داخل المنطقة عن طريق البر. جميع الوديان الثلاثة، بيدوجنا وفريدانا وتوريت، تخدمها طرق رئيسية على طول الجزء السفلي من الوادي الذي يربط بـ SS12 الذي يمتد من لوكا إلى مودينا. في السنوات الأخيرة، أدت التحسينات التي أدخلت على الطرق الرئيسية التي تنضم إلى الوديان إلى تحسين الوصول عبر الوديان بشكل كبير.